# Frigo déménageur
Pour les articles homonymes, voir Cops.
Pour plus de détails, voir Fiche technique et Distribution.
Frigo déménageur (Cops) est un film muet américain écrit et réalisé par Buster Keaton et Edward F. Cline sorti en 1922.

## Synopsis
« Love laughs at locksmiths »

Paraissant sous les barreaux, Buster (alias Frigo pour les copies françaises d'époque) est en fait séparé de sa dulcinée par le portail en fer de sa résidence, symbole du fossé social qui empêche leur union. Elle demande ainsi à son soupirant de réussir d'abord dans les affaires.
Après avoir subtilisé un portefeuille fourni, il est la victime d'un escroc opportuniste qui lui vend un stock de meubles sur le trottoir, pour cause de déménagement. Le prenant pour un ouvrier déménageur, la famille l'aide à charger sa charrette. Parti dans les rues de la ville, son attelage se révèle peu fiable et le cheval n'avance pas. Il se retrouve bientôt au beau milieu d'un défilé de policiers. Un terroriste envoie une bombe sur le défilé, mais à côté de Buster, qui en profite alors pour allumer sa cigarette avec la mèche enflammée, puis se débarrasse de la bombe en la jetant sur le côté. Pris pour le terroriste, les policiers se mettent à le poursuivre.
Bien qu'il leur échappe à de nombreuses reprises, il finit par se faire rattraper.

## Fiche technique
- Titre : Frigo déménageur
- Titre original : Cops
- Réalisation : Buster Keaton et Edward F. Cline
- Scénario : Buster Keaton
- Photographie : Elgin Lessley
- Direction technique : Fred Gabourie
- Producteur : Joseph M. Schenck
- Société de production : Comique Film Corporation
- Société de distribution : First National
- Pays de production :  États-Unis
- Langue : film muet avec les intertitres en anglais
- Format : Noir et blanc — 35 mm — 1,37:1 — Muet
- Genre : Comédie
- Durée : deux bobines (environ 21 minutes)
- Date de sortie : 
  - États-Unis : mars 1922

## Distribution
- Buster Keaton : le jeune homme

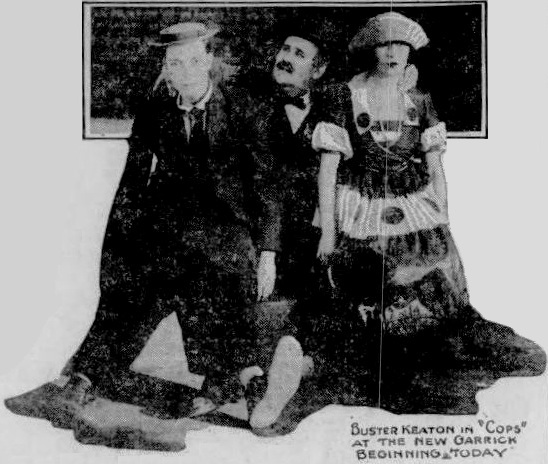
Buster Keaton, Joe Roberts et Virginia Fox dans Cops

- Joe Roberts : le chef de la police
- Virginia Fox : la fille du Maire
- Edward F. Cline : Hobo
- Steve Murphy : le vendeur escroc (non crédité)

## Autour du film
En Belgique, le film est sorti sous le titre Les Flics.